# Benjamin Dierstein
Benjamin Dierstein, né en 1983 à Lannion, est un romancier français, auteur de romans policiers.

## Œuvre

### Romans

#### TrilogieÉchos des années grises
- La Sirène qui fume , Nouveau Monde Éditions (2018)  (ISBN 978-2-36942-658-5) (préface de Caryl Férey), réédition Points no P4961 (2019)  (ISBN 978-2-7578-7438-7)
- La Défaite des idoles, Nouveau Monde Éditions (2020)  (ISBN 978-2-36942-884-8), réédition Points no P5338 (2021)  (ISBN 978-2-7578-8737-0)
- La Cour des mirages, Les Arènes, coll. « EquinoX » (2022)  (ISBN 979-10-375-0571-2), réédition Points no P5699 (2023)  (ISBN 978-2-7578-9783-6)

#### TrilogieBleus, Blancs, Rouges
- Bleus, blancs, rouges, Flammarion (2025)  (ISBN 978-2-0804-7075-1) (période  1978-1979)
- L'Étendard sanglant est levé, Flammarion (2025) (période 1980-1982)
- 14 Juillet, Flammarion (2026) (période 1982-1984)

#### Autre roman
- Un dernier ballon pour la route, Les Arènes, coll. « EquinoX » (2021)  (ISBN 979-10-375-0290-2), réédition Points no P5504 (2022)  (ISBN 978-2-7578-9401-9)

## Prix et distinctions

### Prix
- Prix découverte polar Sang-froid 2018 pour La Sirène qui fume[1]
- Prix des chroniqueurs Toulouse Polars du Sud 2021 pour Un Dernier ballon pour la route[2]
- Prix du meilleur polar des Éditions Points 2024 pour La Cour des mirages[3]
- Prix Landerneau polar 2025 pour Bleus, blancs, rouges[4]
- Prix Polar en séries Quais du Polar 2025 pour Bleus, blancs, rouges[5]